# Judenschlössle

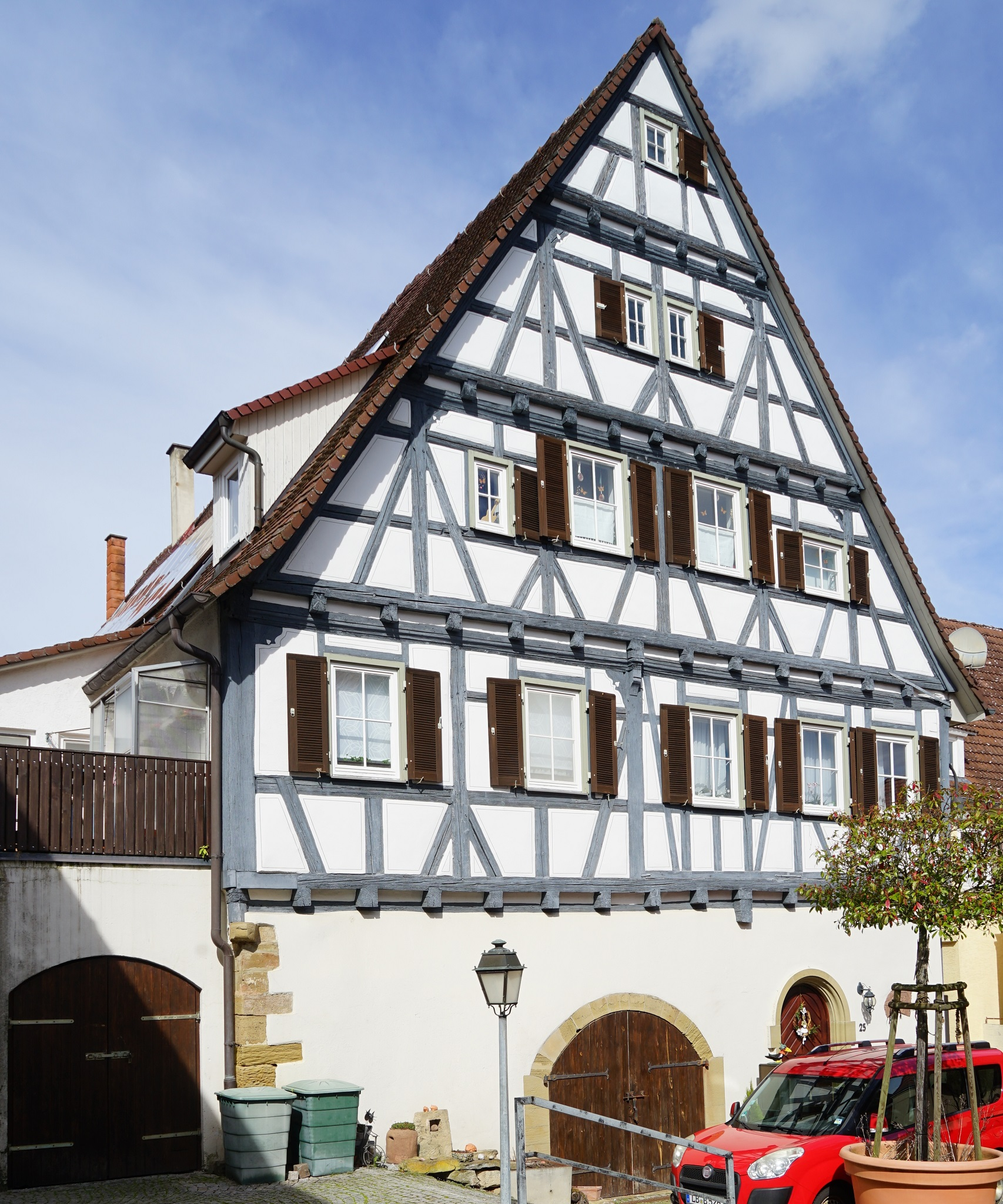
Judenschlössle, Ostfassade (2023)

Das sogenannte Judenschlössle ist ein denkmalgeschütztes Fachwerkhaus in Freudental im Landkreis Ludwigsburg im nördlichen Baden-Württemberg. Das Gebäude wurde 1614 errichtet und 1723 jüdischen Familien zur Nutzung überlassen.

## Lage
Das Haus befindet sich auf der Südseite der Strombergstraße und trägt die Hausnummer 25. Östlich schließen sich die ehemalige Synagoge und das Gebäude des Pädagogisch-Kulturellen Centrums Ehemalige Synagoge Freudental (PKC) an.

## Geschichte

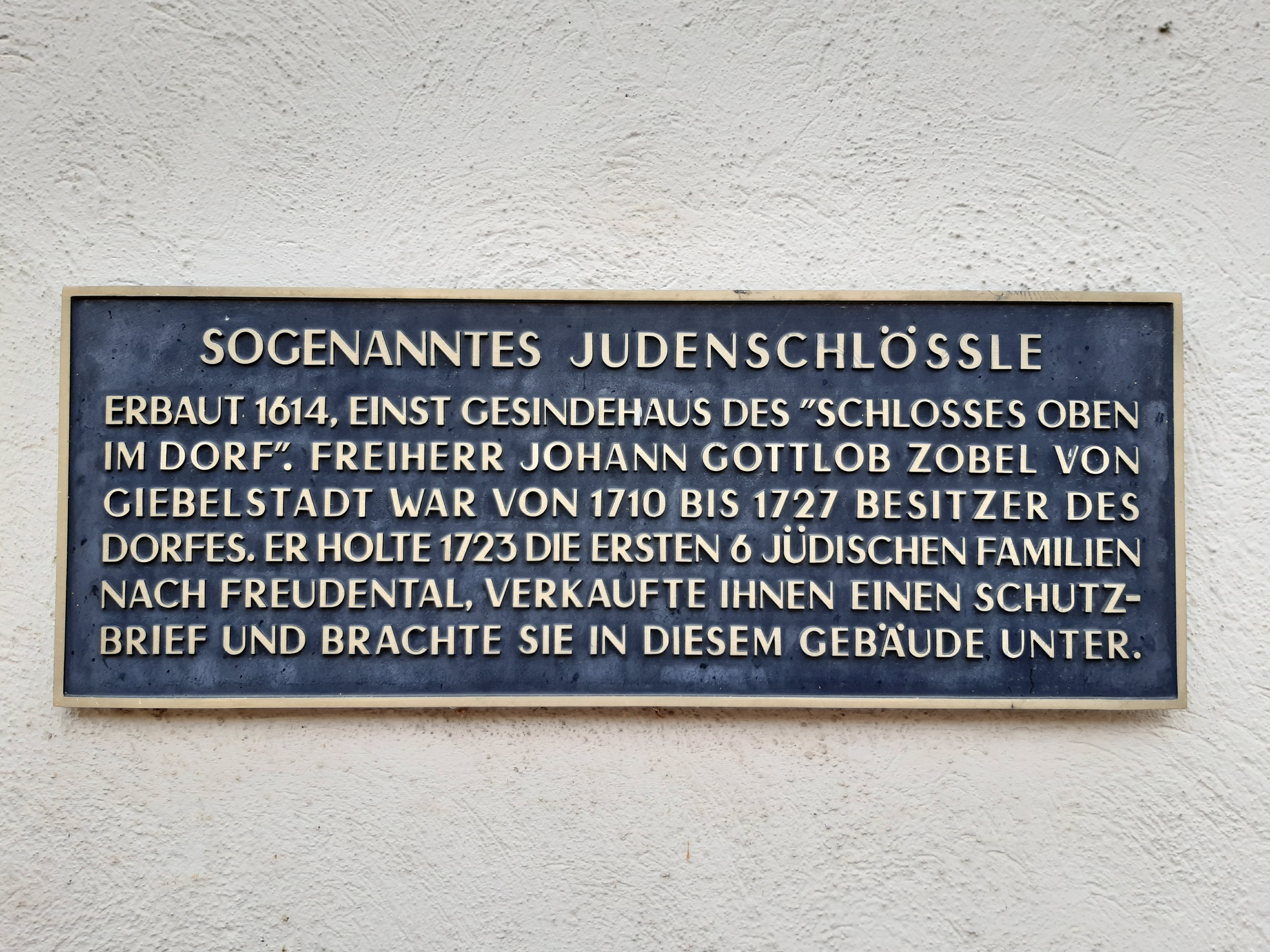
Infotafel an der Nordwand

Das Judenschlössle wurde 1614 als Gesindehaus des Schlosses oben im Dorf erbaut. Johann Gottlob Freiherr Zobel von Giebelstadt nahm als Ortsherr sechs jüdische Familien aus Flehingen auf. Er verkaufte diesen einen Schutzbrief und überließ ihnen das Gesindehaus zur Nutzung. Vermutlich wurde dort bald ein Betsaal eingerichtet. Nach weiteren Zuzügen konnte um 1738 auf dem benachbarten Grundstück die erste Synagoge des Ortes errichtet werden. Diese verfiel durch die Nachlässigkeit des Hoffaktors David Ullmann. Die neue Synagoge wurde 1770/1771 erstellt und wurde bis zum Pogrom am 10. November 1938 von der jüdischen Gemeinde des Orts genutzt. Die heutige Strombergstraße wurde bis zur NS-Zeit als „Judengasse“ bezeichnet. Das Judenschlössle dient heute noch als Wohnhaus.

## Beschreibung
Das Bauwerk ist ein langgestrecktes Fachwerkhaus, das zur Straßenseite dreizehn Fensterachsen zeigt. Der Scheitelstein des Torbogens trägt eine Inschrift mit der Jahreszahl 1614. Am Haus ist eine Metalltafel mit der Geschichte des Bauwerks angebracht. Eine eingemauerte Spolie zeigt einen Löwenkopf. Ein mit einer Stuckdecke geschmückter Raum im ersten Stock war möglicherweise der Betsaal.